# Booth Tarkington
Newton Booth Tarkington, né le 29 juillet 1869 à Indianapolis dans l'Indiana et mort le 19 mai 1946 dans la même ville, est un romancier et auteur de théâtre américain. Il est l'un des seuls à avoir obtenu le prix Pulitzer plus d'une fois avec  William Faulkner, John Updike et Colson Whitehead. Ses deux romans qui obtinrent le prix sont La Splendeur des Amberson et Alice Adams.

## Biographie
Booth Tarkington est le fils de John S. Tarkington et Elizabeth Booth Tarkington, prénommé ainsi en référence à son oncle du côté maternel, Newton Booth, alors gouverneur de Californie.
Le jeune Booth fréquente d'abord un établissement scolaire d'Indianapolis, mais termine ses études secondaires au Phillips Exeter Academy, un internat de la côte Est. Il s'inscrit ensuite à l'université Purdue pendant deux ans qu'il aime tant que, des années plus tard, il fera un don à cette université pour la construction d'une résidence encore aujourd'hui baptisée en son honneur. En cette occasion, l'université lui décerne aussi un doctorat honorifique.
La fortune de sa famille s'étant rétablie après la panique boursière de 1873, sa mère contraint son fils Booth à quitter Purdue pour l'université de Princeton, où le jeune homme est très actif comme acteur et président de l'Association dramatique universitaire. Pendant ses études à Princeton, il se lie d'amitié avec Woodrow Wilson et les deux hommes garderont contact jusqu'à la mort du président Wilson en 1924. 
Mauvais élève, Tarkington ne parvient pas à décrocher son diplôme de premier cycle, car il échoue un cours en lettres classiques. Néanmoins, il est élu par sa classe l'étudiant «le plus populaire» de 1893. De plus, en 1899 et en 1918, Princeton lui attribuera des diplômes honorifiques, un fait sans précédent dans les annales de l'institution qui n'a jamais accordé plus d'un diplôme d'honneur à un de ses anciens élèves.
Il amorce sa carrière d'écrivain avec son roman The Gentleman from Indiana (1899). Apparaissent déjà dans ce récit les thèmes régionalistes et le cadre du Midwest qui feront le succès de ses œuvres ultérieures, notamment La Splendeur des Amberson (The Magnificent Ambersons), son roman le plus célèbre, paru en 1918 et adapté au cinéma en 1946 par Orson Welles sous le titre éponyme.
En 1902, il accepte de briguer les suffrages et est élu à la Chambre des représentants d'Indiana sous la bannière du Parti républicain. Cette expérience lui inspire son recueil de nouvelles In the Arena: Stories of Political Life (1905). Après un mandat, il se retire, mais demeure toute sa vie un conservateur intéressé par les débats politiques de son temps. Il a, par exemple, soutenu la Prohibition et s'est opposé au New Deal de Franklin Delano Roosevelt.
Après le roman et la nouvelle, il se décide à aborder le théâtre en 1908 avec The Man from Home, une pièce écrite en collaboration avec Harry Leon Wilson. Son plus gros succès à la scène sera sa comédie The Flirt en 1913. C'est toutefois grâce au roman qu'il accroît constamment sa notoriété. De son vivant, ses œuvres s'inscrivent fréquemment sur les listes de best-sellers. Alors qu'il n'a jamais obtenu son diplôme d'études universitaires, il reçoit de nombreux prix prestigieux en tant qu'écrivain. Il remporte ainsi le Prix Pulitzer du roman à deux reprises, en 1919 et 1922, pour ses romans La Splendeur des Amberson (The Magnificent Ambersons) et Alice Adams. Il est également lauréat du O. Henry Award en 1931 pour sa nouvelle Cider of Normandy. Et, outre les doctorats honorifiques de Purdue et de Princeton, il en reçoit de plusieurs universités, dont un de l'université Columbia.
Sa série romanesque ayant pour héros Penrod, un jeune Américain déluré de la bourgeoisie des années 1910, révèle un sens de l'humour typiquement américain qui lui vaut d'être apprécié des classes populaires au même titre que Mark Twain. Pourtant, son écriture soignée, son ton satirique et le cadre élégant où se déploient la plupart de ses récits en font plutôt le précurseur d'un Francis Scott Fitzgerald.

## Œuvres

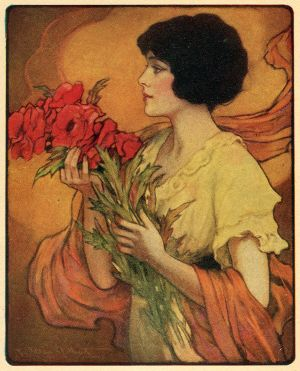
Julia; frontispice d'une édition new-yorkaise de 1922 de Gentle Julia

### Romans

#### TrilogieGrowth
- The Turmoil (1915) Publié en français sous le titre Le Tourbillon, traduit par Jean Du Dognon, Paris, Les petits-fils de Plon et Nourrit, coll. « Bibliothèque Plon » no 147, 1927
- The Magnificent Ambersons (1918) - Prix Pulitzer du roman ; adapté au cinéma par Orson Welles en 1942, remake pour la télévision en 2002 Publié en français sous le titre La Splendeur des Amberson, traduit par Jacqueline Duplain, Paris, Phébus, coll. « D'aujourd'hui. Étranger », 2001, 296 pages  (ISBN 2-85940-770-7) ; réédition, Paris, Phébus, coll. « Libretto », 2017  (ISBN 978-2-36914-371-0)
- The Midlander (1924), réédition sous le titre National Avenue en 1927

#### SériePenrod
- Penrod (1914) Publié en français sous le titre Penrod, traduit par Saint-Just Péquart, dessins d'Yves Bosc, Paris, Stock, Delamain et Boutelleau, coll. « Maïa. Série B » no 13, 1930
- Penrod and Sam (1916)
- Penrod Jashber (1929)
- Penrod. His Complete Story (1949)

#### Autres romans
- The Gentleman from Indiana (1899)
- Monsieur Beaucaire (1900) - adapté en opérette, puis en quatre films : en 1924, réalisé par Sidney Olcott puis sous le titre Monte-Carlo, réalisé par Ernst Lubitsch en 1930 et encore en 1946 et 1955 Publié en français sous le titre Monsieur Beaucaire, suivi de Dame en gris, traduit par Georges Anglebel, Paris, Les petits-fils de Plon et Nourrit, coll. « La Liseuse » no 70, 1927
- Old Grey Eagle (1901)
- Cherry  (1901 - paru en feuilleton dans Harper's Magazine de janvier et février) (1903 - édition en volume)
- The Beautiful Lady (1905)
- The Conquest of Canaan (1905)
- The Guest of Quesnay (1907)
- His Own People (1907)
- Beasley's Christmas Party (1909)
- The Flirt (1913) - (adapté au cinéma sous le titre : The Bad Sister en 1931)
- The Spring Concert (1916)
- Harlequin and Columbine (1921)
- Alice Adams (1921) - Prix Pulitzer du roman, adapté au cinéma sous le titre Désirs secrets (Alice Adams), réalisé par George Stevens en 1935, puis pour un remake en 1951
- Gentle Julia (1922)
- Women (1925)
- The Plutocrat (1927)
- Claire Ambler (1928)
- The World Does Move (1928)
- Mirthful Haven (1930)
- Mary's Neck (1932)
- Presenting Lily Mars (1933) - adapté au cinéma sous le titre Lily Mars vedette (Presenting Lily Mars), réalisé par Norman Taurog en 1943
- Rumbin Galleries (1937)
- Little Orvie (1934)
- The Heritage of Hatcher (1941)
- The Fighting Littles (1941)
- Kate Fennigate (1943) Publié en français sous le titre Kate Fennigate, traduit par Patricia Sigaux, Paris, Éditions de Flore, 1949
- Image of Josephine (1945)
- The Snow Piece (1947)

### Recueils de nouvelles
- The Two Vanrevels (1902)
- In the Arena: Stories of Political Life (1905)
- Seventeen (1916)
- Captain Schlotterwerz (1919)
- Looking Forward and Others (1926)
- Horse and Buggy Days (1936)

### Théâtre
- The Man from Home (1908), en collaboration avec Harry Leon Wilson
- Colonel Satan, or A Night in the Life of Aaron Burr (1909)
- The Humble Servant (1910), en collaboration Harry Leon Wilson
- The Beauty and the Jacobin. An Interlude of the French Revolution (1912)
- The Flirt (1913) - adapté au cinéma sous le titre : The Bad Sister en 1931
- The Gibson Upright (1919), en collaboration avec Harry Leon Wilson
- Ramsey Mulholland (1919)
- The Country Cousins (1921)
- How Is Your Health? (1921), en collaboration avec Harry Leon Wilson
- The Intimate Strangers (1921)
- Clarence (1921)
- The Ghost Story (1922)
- The Wren (1922)

### Poésie
- Poe's Run and other poems (1904)

### Adaptations au cinéma
- 1923 : La Petite Dame (Gentle Julia) de Rowland V. Lee
- 1923 : Alice Adams de  Rowland V. Lee
- 1923 : Cameo Kirby de John Ford
- 1924 : Calomnie (Pied Piper Malone) de Alfred E. Green
- 1924 : The Turmoil de Hobart Henley
- 1924 : Le Capitaine Blake (The Fighting Coward) de James Cruze
- 1929 : Le Célèbre Capitaine Blake (River of Romance) de Richard Wallace
- 1930 : Camero Kirby de Irving Cummings
- 1935 : Désirs secrets (Alice Adams) de George Stevens
- 1940 : Seventeen de Louis King
- 1942 : La Splendeur des Amberson (The Magnificent Ambersons) de Orson Welles